# Candoshi
Candoshi (Kandoshi; autonimi: Kandóashi, Kánduash, Kanduásh), indijanski narod i istoimeni jezik u području rijeka Morona, Pastaza i gornja Chambira na sjeverozapadu peruanskog departmana Loreto. Pripadnike ovih plemena (Shapra i Candoshi) i njihov jezik, s barem dva dijalekta klasificira se različito, kao dio porodice zaparoan, jivaroan ili samostalno, u porodicu candoshi. Smatra se da su bili po jeziku srodni Chirino Indijancima, čiji je jezik nestao
Pleme Roamaina, izvorno je pripadalo Candoshima, ali su zaparoizirani, dok su po kulturi slični Maina Indijancima.
Populacija im iznosi oko 3 000 (1981 SIL).